# الفتاة (مجلة)
الفتاة هي أول مجلة نسائية عربية معروفة، أصدرتها في الإسكندرية الصحفية اللبنانية هند نوفل. صدر عددها الأول في 30 نوفمبر 1892، وتوقفت عن الصدور سنة 1894.
كانت مجلة الفتاة تعالج المواضيع النسائية، وتدعو إلى تحرر المرأة، وتتناول القضايا التربوية، وتتحاشى الشؤون السياسية والدينية.

## تاريخ المجلة[6]

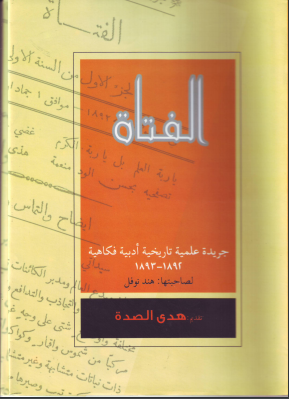
الفتاة - جريدة علمية أدبية فكاهية

يعود الفضل في إطلاق مجلة الفتاة إلى هند نوفل (1860-1920)، سورية مسيحية، وأُطلقت في الإسكندرية عام 1892. كما ساهم والد نوفل وأختها في إقامة المجلة، والتي طُبع عددها الأول في 30 نوفمبر 1982.
استمرت الفتاة في النشر لمدة عامين. كما كتبت افتتاحيات للمجلة. كانت المجلة تُطبع مرة في الشهر في بدايتها، والتي صارت تُطبع مرتين كل شهر فيما بعد نظرًا لزيادة شهرتها.
كونها المجلة النسائية الأولى في مصر وكذلك الوطن العربي، اتبعت الفتاة تقليد الصحافة النسائية في مصر. فقد غطت المجلة سير ذاتية لشخصيات نسائية معتبرة، بالإضافة للأخبار حول المرأة. بالإضافة لذلك، تضمنت المجلة مراجعات لكتب، قصائد، ومقالات عن الموضة. شجعت الفتاة اشتراك المرأة في الحياة العامة والنقاشات، ونادت بالمُثُل الحديثة للنساء. لذلك، وفرت محتوى علمانيًا وكانت مجلة نسوية بحق.
توقف إصدار الفتاة عام 1894، حين توقفت مؤسسة وناشرة المجلة نوفل وتوقفت عن التعامل مع المجلة. نُشر أرشيف المجلة كاملًا من قبل منتدى المرأة والذاكرة في مصر.